# بیگ پان
کریستوفر لی ریوس معروف به بیگ پان (انگلیسی: Big Pun؛ ۱۰ نوامبر ۱۹۷۱ – ۷ فوریهٔ ۲۰۰۰) یک رپر و موسیقی‌دان اهل ایالات متحده آمریکا بود. وی بین سال‌های ۱۹۹۵ تا ۲۰۰۰ میلادی فعالیت می‌کرد وبه دلیل همکاری با فت جو و گروه موسیقی تروریسم مشهور شد.
بیگ پان در ابتدا توسط فت جو کشف شد و اولین حضور خود را در سال 1995 در آلبوم فت جو با نام Jealous One's Envy به نمایش گذاشت.

## زندگی شخصی
کریستوفر لی ریوس در 10 نوامبر 1971 در برانکس ، شهر نیویورک از پدر و مادری با تبار پورتوریکویی متولد شد.
او در جنوب برانکس با دو خواهر و یک برادر متولد شد.
او در 18 سالگی فقط 82 کیلو داشت اما در سن 21 سالگی وزن او به 140 کیلوگرم رسید و با اضافه وزن های بیش از حد وی در سال 2000 میلادی به علت سکته قلبی در سن 28 سالگی در بیمارستانی در نیویورک درگذشت.